# Lecitina

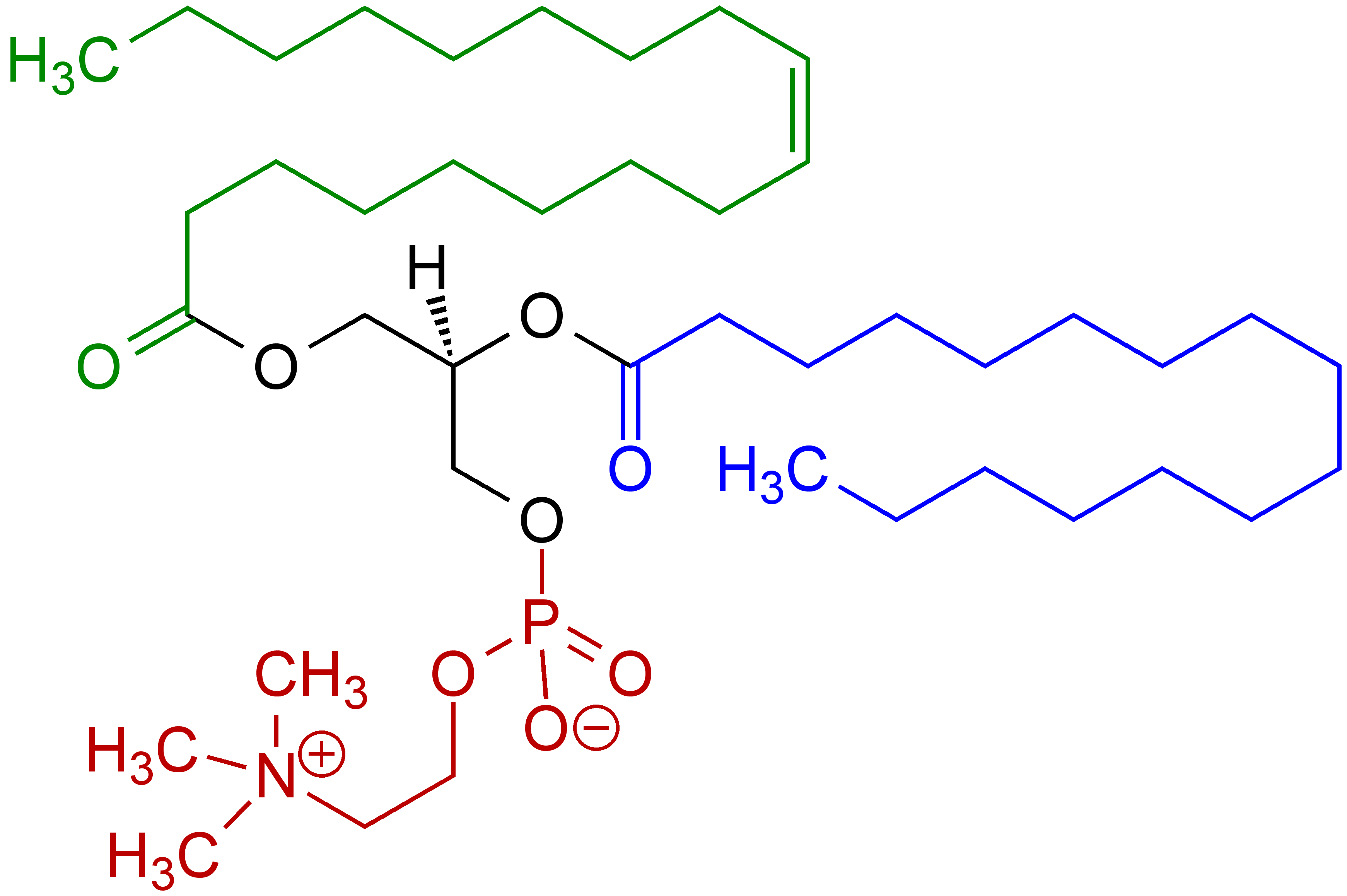
Una fosfatidilcolina, la (R)-1-Oleoyl-2-palmitoyl-phosphatidylcholine

Il termine lecitina indica una classe di composti chimici presenti nei tessuti animali e vegetali (in particolare nel tuorlo d'uovo).
Tali sostanze si trovano sotto forma di liquido o solido e assumono colorazione variabile dal giallo al marrone scuro.

## Storia
Il termine "lecitina" deriva dal greco lékithos (λέκιθος), che significa "polenta di legumi", ma anche "tuorlo d'uovo", fu introdotto per la prima volta nel 1850 da Maurice Gobley, chimico e farmacista francese. Egli aveva isolato la lecitina nel 1846 proprio dal tuorlo d'uovo e successivamente anche da altri tessuti biologici, tra cui sangue venoso, bile, tessuti cerebrali umani, uova di pesce, cervello ovino e di pollo. Fu lo stesso Gobley ad individuare la struttura della fosfatidilcolina.

## Composizione
Le lecitine sono miscele di glicerofosfolipidi, tra cui fosfatidilcolina, fosfatidiletanolammina, fosfatidilinositolo, fosfatidilserina e acido fosfatidico.

## La lecitina in natura
La lecitina esiste in primo luogo come sostanza corporea, come componente delle cellule vegetali e animali. Le cellule sono circondate da una membrana esterna, chiamata membrana cellulare, composta appunto da fosfolipidi.
Le fonti naturali con il maggior contenuto di lecitina sono i semi di soia (dall'1,48% al 3,08%), seguono le arachidi (1,11%), il fegato di vitello (0,85%), l'avena (0,65%), il frumento (0,61%), e le uova (0,39%). Tra i prodotti finiti con il maggior contenuto di lecitina figurano il tuorlo d'uovo in polvere (14-20%), il tuorlo d'uovo (7-10%), il germe di grano (2,82%), l'olio di soia (1,8%), e il burro (1,4%).
L'olio di soia ha il contenuto di lecitina e fosfatidi più alto fra tutti gli oli vegetali, che mediamente ne contengono lo 0,5%. A differenza dei fosfatidi di origine animale, tra i fosfatidi dei semi di soia non è presente il colesterolo.
In natura la lecitina può essere estratta chimicamente (con l'esano) o meccanicamente dagli oli vegetali, soprattutto dall'olio di soia.
La lecitina non si estrae dal seme tal quale ma dall'olio. Il processo di estrazione può essere sintetizzato in questi passaggi: i fagioli di soia vengono lavati, sbucciati, trasformati in fiocchi (passandoli tra due rulli meccanici) con lo scopo di aumentare la superficie e facilitare la successiva estrazione che viene fatta solitamente impiegando l'esano. L'esano estrae dal seme l'olio insieme con la lecitina. Si ottengono in questo modo due importanti materie prime: olio di soia e cruschello di soia, in rapporto 20: 80.
L'olio grezzo contiene sostanze grasse: vitamine E (liposolubile) e fosfolipidi (lecitina). La farina viene essiccata per eliminare i residui del solvente e viene poi utilizzata in zootecnia. L'olio grezzo subisce un processo di raffinazione per ridurne il forte sapore e minimizzare la sua caratteristica tendenza a formare sedimenti, al fine di trovare impiego nell'industria alimentare. Durante il processo di raffinazione, chiamato degommaggio, la lecitina viene separata dall'olio per agitazione: si aggiunge vapore o acqua calda (circa 70 °C) all'olio. L'acqua si lega alla lecitina e l'emulsione derivante viene agitata per 10-60 minuti, fino a quando i fosfatidi idratandosi, formano una massa insolubile in olio, che viene separato da questo mediante centrifugazione. La massa separata viene fatta essiccare lentamente, a basse temperature, ottenendo il primo prodotto grezzo industriale: lecitina di soia grezza.
La lecitina grezza è ancora una massa bruno-scura, plastica e tenace. Contiene il 65-70% dei fosfatidi e 30-35% di olio di soia. Per essere utilizzata nell'industria alimentare, è necessario sottoporla a ulteriori trattamenti: deumidificazione, filtrazione, deodorazione, e talvolta polverizzazione. Con questa lavorazione a più stadi si concentra la lecitina, ricavandone il 98% di lecitina pura (fosfolipidi o fosfatidi). Il prodotto finale è una polvere che può essere ridotta a lavorata per ottenere un prodotto granulato.

## La lecitina nella dieta
Numerosi studi hanno evidenziato diverse proprietà della lecitina: questa, insieme con gli acidi grassi polinsaturi, è l'antagonista più importante del colesterolo; circa il 60% degli acidi grassi della lecitina è costituito dall'acido linoleico.
La lecitina è di aiuto nel trattamento di malattie del fegato, grazie ai suoi componenti lipotropi colina e inositolo. L'equilibrio armonico di lecitina, acidi biliari e colesterolo nel liquido biliare è una condizione importante per impedire la formazione dei calcoli biliari. Inoltre, è stato dimostrato come la lecitina abbia un'influenza positiva sul rendimento fisico e sui processi di recupero del corpo; da studi è emerso un effetto favorevole sul rapporto tra emissione di anidride carbonica e assorbimento di ossigeno, un assorbimento di ossigeno per battito cardiaco notevolmente più alto, in particolare nei periodi di intervallo, e un aiuto efficace negli intervalli, intesi come recupero.
Sotto il termine lecitina oggi sul mercato sono offerte miscele liquide o in polvere con altre sostante dietetiche nutritive, oltre a fosfolipidi puri oleati a elevata concentrazione e i loro componenti singoli, come ad esempio la fosfatidil-colina.
In passato non era possibile produrre la sostanza pura in una forma stabile nel tempo e dal buon sapore, da qui la necessità di addizionarla con sostanze nutritive, principi attivi e correttori del sapore.
Oggi il contenuto di lecitina pura (quota di tutte le specie di fosfolipidi) varia dal 15% al 98%, a seconda del tipo di preparato, delle indicazioni e del tipo di somministrazione (tonico, compresse o granulati).
I tonici alla lecitina sono preparazioni integrate con sostanze nutritive, ad esempio fruttosio, vitamine e oligoelementi, e addizionate generalmente con alcol per aumentarne la conservabilità. Il contenuto di lecitina varia dal 10 al 20%.
Sono inoltre disponibili tavolette di lecitina. Per motivi tecnologici le tavolette di lecitina contengono un'alta percentuale di agenti disperdenti; per questo è consigliato assumere un numero elevato di tavolette durante la giornata (fino a 8-9).
Oggi, il principio attivo lecitina è venduto in campo dietetico prevalentemente in forma granulare ad alta percentuale di lecitina pura (circa il 98%). Questa è la forma più pura del complesso totale di fosfolipidi. La lecitina pura è praticamente priva di olio di soia grezzo e viene proposta al consumatore generalmente senza l'aggiunta di additivi.

## Effetti sulla salute

### I fosfolipidi nel metabolismo
L’importanza principale dei fosfolipidi consiste nel loro ruolo di elementi strutturali e funzionali delle membrane cellulari e subcellulari. Tutte le membrane cellulari sono infatti formate da due strati di fosfolipidi che si dispongono in modo da essere in contatto con la loro parte polare con la fase acquosa extracellulare, rispettivamente intracellulare (citoplasma, stroma o matrice mitocondriale) mentre gli acidi grassi apolari dei fosfolipidi sono rivolti verso l'interno della membrana a doppio strato.
Questo doppio strato di fosfolipidi che forma le membrane di tutte le cellule animali, viene comunemente chiamato modello a mosaico fluido.
Per poter esercitare questo effetto di membrana, i fosfolipidi esogeni assunti con la dieta ed endogeni, sintetizzati prevalentemente dal fegato, devono subire un processo biochimico.
I fosfolipidi possono essere assorbiti nel duodeno come molecole intatte, o come molecole risultanti dalla degradazione da parte di enzimi chiamati fosfolipasi A, B, C e D.

### La lecitina per il controllo del colesterolo
La lecitina si è dimostrata adatta a prevenire sia le malattie del sistema cardiovascolare causate da depositi di grasso sia l’alterazione degenerativa dei vasi sanguigni; inoltre in determinate condizioni aiuta a migliorare l’elasticità dei vasi sanguigni e ostacola il deposito del colesterolo sulle pareti delle arterie. È ormai ben noto che il colesterolo contribuisce notevolmente alla formazione di modificazioni arteriosclerotiche.
Nuovi studi sui topi suggeriscono che i metaboliti della colina prodotti dalla flora intestinale (o, più propriamente, microbiota) possano favorire l'arteriosclerosi attraverso la produzione di TMAO e grazie a un incremento nella formazione di placche di colesterolo, dovuto ai macrofagi, e di "foams cells" (cellule schiumose).

## Proprietà e applicazioni
La lecitina è un agente multifunzionale. Ogni molecola possiede una parte lipofila e una idrofila. Gli acidi grassi sono attratti dai grassi e il residuo fosforico è attratto dall'acqua. Grazie alla sua duplice natura, la molecola della lecitina tende a collocarsi all'interfaccia tra due sostanze immiscibili, per esempio olio e acqua. La lecitina è ampiamente utilizzata in diversi ambiti e con diverse funzioni:
- Emulsionante, permette di mescolare tra loro sostanze altrimenti immiscibili, specialmente nei sistemi acqua-in-olio, come la margarina e il cioccolato;
- Solubilizzante, permette di dissolvere olio nell'acqua;
- Agente di sospensione: per esempio, nelle vernici mantiene i pigmenti sciolti, prevenendone l'agglomerazione;
- Umidificante: aiuta le polveri a sciogliersi più velocemente nell'acqua;
- Agente anticristallizzante: previene la cristallizzazione degli zuccheri in presenza di grasso, come nel cioccolato;
- Agente anti-raffermamento: interagiscono con le molecole di amido e formano dei complessi che tendono a cristallizzare più lentamente per la presenza dell'acido grasso, quindi il fenomeno della retrogradazione dell'amido viene ritardato e la conservabilità del prodotto si allunga;
- Addensanti.

### Uso negli alimenti
La lecitina viene completamente metabolizzata dall'uomo quindi, se ingerita, è ben tollerata e non è tossica.
La lecitina è impiegata in una gamma molto ampia di prodotti alimentari. Trova impiego soprattutto nella produzione della margarina (come anti-spatter ed emulsionante), ma anche del cioccolato, delle caramelle e nel rivestimento delle gomme da masticare e dell'instant food. È inoltre usato nella produzione di prodotti da forno, formaggi, prodotti a base di carne, e ancora altri prodotti.
Le performance tecnologiche della lecitina nell'industria alimentare possono essere aumentate col processo di idrolisi enzimatica. L'enzima lipolitico più utilizzato è la fosfolipasi A2, che rimuove l'acido grasso in posizione C2 dal glicerolo, originando un monogliceride Il fosfolipide così idrolizzato è adesso un lisofosfolipide, ovvero è un monogliceride con il gruppo fosforico e il suo residuo, che acquista nuove proprietà rispetto alle precedenti: avendo un solo acido grasso (lipofilo) la molecola è più disperdibile in acqua.